# Chapelle Sainte-Madeleine de Thoard
 (avril 2021).
Si vous disposez d'ouvrages ou d'articles de référence ou si vous connaissez des sites web de qualité traitant du thème abordé ici, merci de compléter l'article en donnant les références utiles à sa vérifiabilité et en les liant à la section « Notes et références ».
La chapelle Sainte-Madeleine de Thoard est une ancienne chapelle réhabilitée en "refuge d'art" par le musée Gassendi et la réserve naturelle géologique de Haute-Provence. Elle abrite une œuvre de l'artiste Andy Goldsworthy, intégrée dans le mur face à l'entrée.  Ce lieu est d'un accès libre toute l'année.

## Localisation

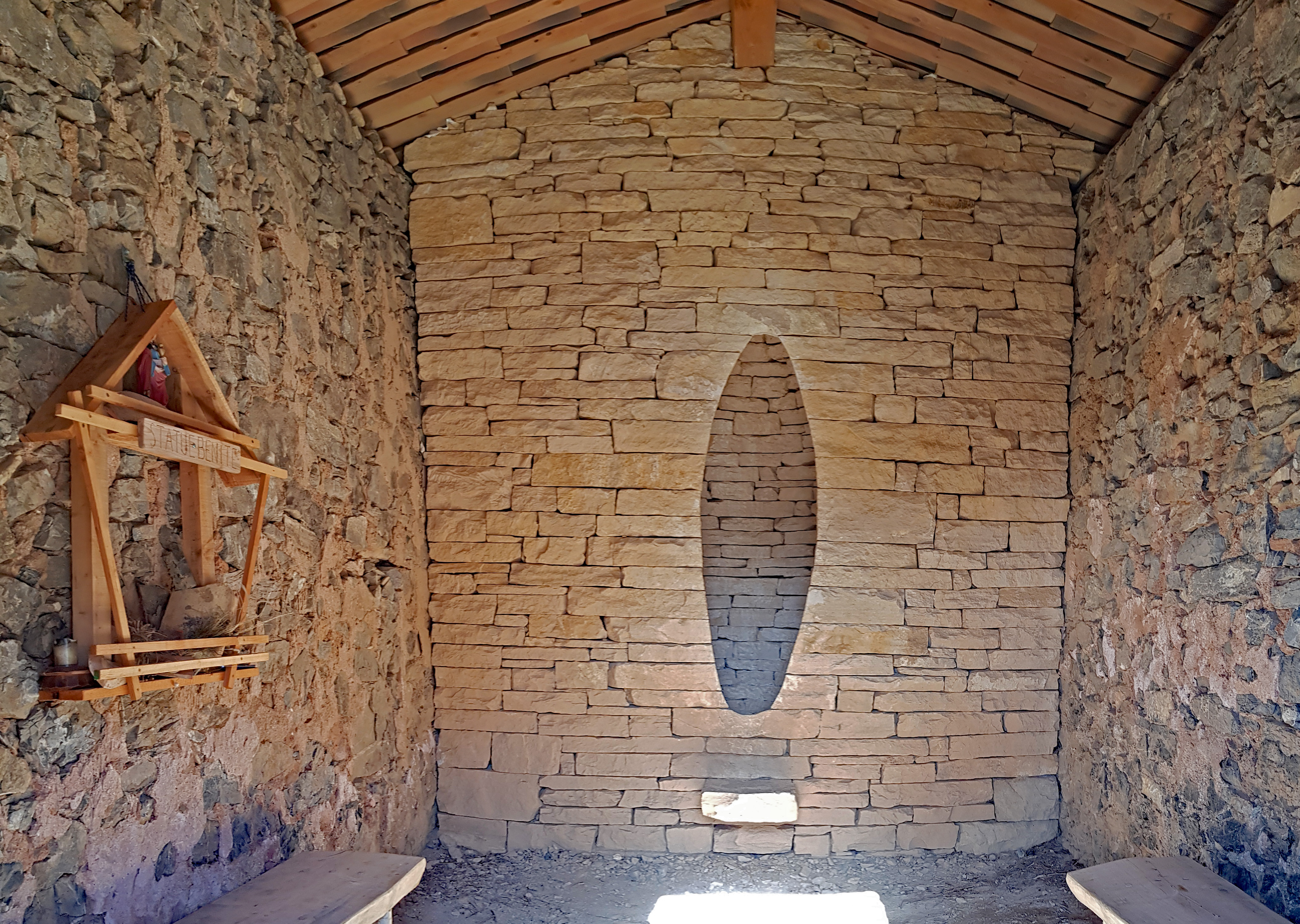
L'intérieur de la chapelle.

Située à 1131 m sur le surplomb rocheux de Piè Gros dominant le village de Thoard dans le département des Alpes de Haute-Provence, elle offre également une très belle vue sur les sommets alentour. L'accès se fait à pieds par une piste pour 4x4, avec environ une demi-heure de marche.